# Guava
Guava (kujava, gvajava, lat. Psidium) – rod biljaka iz porodice mirtovki (lat. Myrtaceae). Ovaj rod ima oko 100 vrsta. Autohtone su u Latinskoj Americi. Uzgajaju se i u tropskim krajevima u Aziji, Africi i Australiji.
Guave su drvenaste biljke, a rastu kao zimzeleni grmovi ili mala stabla. Kora debla je siva i glatka, a kora grančica ima dlake po sebi. Listovi su raspoređeno nasuprotno te imaju napiljen rub. 
Cvjetovi se javljaju pojedinačno ili u parovima u pazušcu dvije brakteje. Relativno su veliki i hermafroditni. Lapova ima četiri ili pet i nejednaki su, dok latica ima također četiri ili pet i bijele su boje.
Mesnate kruškolike bobice sadrže mnogo sjemena, koje je tvrdo i ima dvije supke. Plod je jestiv i sadrži mnogo vitamina i minerala. 

## Vrste guava
Ukupno ima devedesetak vrsta:
1. Psidium acidum (Mart. ex DC.) Landrum
2. Psidium acranthum Urb.
3. Psidium acunae Borhidi
4. Psidium acutangulum DC.
5. Psidium albescens Urb.
6. Psidium amplexicaule Pers.
7. Psidium appendiculatum Kiaersk.
8. Psidium araucanum Soares-Silva & Proença
9. Psidium australe Cambess.
10. Psidium bahianum Landrum & Funch
11. Psidium balium Urb.
12. Psidium brevifolium Alain
13. Psidium brevipedunculatum Tuler & Landrum
14. Psidium brownianum Mart. ex DC.
15. Psidium calyptranthoides Alain
16. Psidium cattleyanum Sabine
17. Psidium cauliflorum Landrum & Sobral
18. Psidium celastroides Urb.
19. Psidium cymosum Urb.
20. Psidium densicomum Mart. ex DC.
21. Psidium dictyophyllum Urb. & Ekman
22. Psidium donianum O.Berg
23. Psidium eugenii Kiaersk.
24. Psidium firmum O.Berg
25. Psidium friedrichsthalianum (O.Berg) Nied.
26. Psidium fulvum McVaugh
27. Psidium ganevii Landrum & Funch
28. Psidium gaudichaudianum Proença & Faria
29. Psidium glaziovianum Kiaersk.
30. Psidium grandifolium Mart. ex DC.
31. Psidium grazielae Tuler & M.C.Souza
32. Psidium guajava L.
33. Psidium guayaquilense Landrum & Cornejo
34. Psidium guineense Sw.
35. Psidium guyanense Pers.
36. Psidium haitiense Alain
37. Psidium × hasslerianum Barb.Rodr.
38. Psidium hotteanum Urb. & Ekman
39. Psidium huanucoense Landrum
40. Psidium inaequilaterum O.Berg
41. Psidium involutisepalum Tuler, Carrijo & Peixoto
42. Psidium itanareense O.Berg
43. Psidium jacquinianum (O.Berg) Mattos
44. Psidium jakucsianum Borhidi
45. Psidium kennedyanum Morong
46. Psidium langsdorffii O.Berg
47. Psidium laruotteanum Cambess.
48. Psidium longipetiolatum D.Legrand
49. Psidium loustalotii Britton & P.Wilson
50. Psidium macahense O.Berg
51. Psidium maribense Mart. ex DC.
52. Psidium minutifolium Krug & Urb.
53. Psidium misionum D.Legrand
54. Psidium montanum Sw.
55. Psidium munizianum Borhidi
56. Psidium myrsinites DC.
57. Psidium myrtoides O.Berg
58. Psidium nannophyllum Alain
59. Psidium navasense Britton & P.Wilson
60. Psidium nummularia (C.Wright ex Griseb.) C.Wright
61. Psidium nutans O.Berg
62. Psidium oblongatum O.Berg
63. Psidium oblongifolium O.Berg
64. Psidium occidentale Landrum & Parra-Os.
65. Psidium oligospermum Mart. ex DC.
66. Psidium oncocalyx Burret
67. Psidium orbifolium Urb.
68. Psidium ovale (Spreng.) Burret
69. Psidium parvifolium Griseb.
70. Psidium pedicellatum McVaugh
71. Psidium pigmeum Arruda
72. Psidium pulcherrimum Tuler & C.M.Costa
73. Psidium raimondii Burret
74. Psidium ramboanum Mattos
75. Psidium ratterianum Proença & Soares-Silva
76. Psidium refractum O.Berg
77. Psidium reptans (D.Legrand) Soares-Silva & Proença
78. Psidium reversum Urb.
79. Psidium rhombeum O.Berg
80. Psidium riparium Mart. ex DC.
81. Psidium robustum O.Berg
82. Psidium rostratum McVaugh
83. Psidium rotundatum Griseb.
84. Psidium rotundidiscum Proença & Tuler
85. Psidium rufum Mart. ex DC.
86. Psidium rutidocarpum Ruiz & Pav. ex G.Don
87. Psidium salutare (Kunth) O.Berg
88. Psidium schenckianum Kiaersk.
89. Psidium scopulorum Ekman & Urb.
90. Psidium sintenisii (Kiaersk.) Alain
91. Psidium sobralianum Landrum & Proença
92. Psidium sorocabense O.Berg
93. Psidium striatulum DC.
94. Psidium tenuirame Urb.
95. Psidium trilobum Urb. & Ekman

## Galerija
- Cvijet
- Stablo guave
- Plodovi
- Plodovi